# وينستون غرين
وينستون غرين (بالإنجليزية: Winston Green)‏ هو طبيب أسنان وسياسي جامايكي، ولد في 1958، وتوفي في 14 أغسطس 2014. حزبياً، نشط في حزب الشعب الوطني ‏. وقد انتخب عضو مجلس نواب جامايكا.